# Patricia Mercado

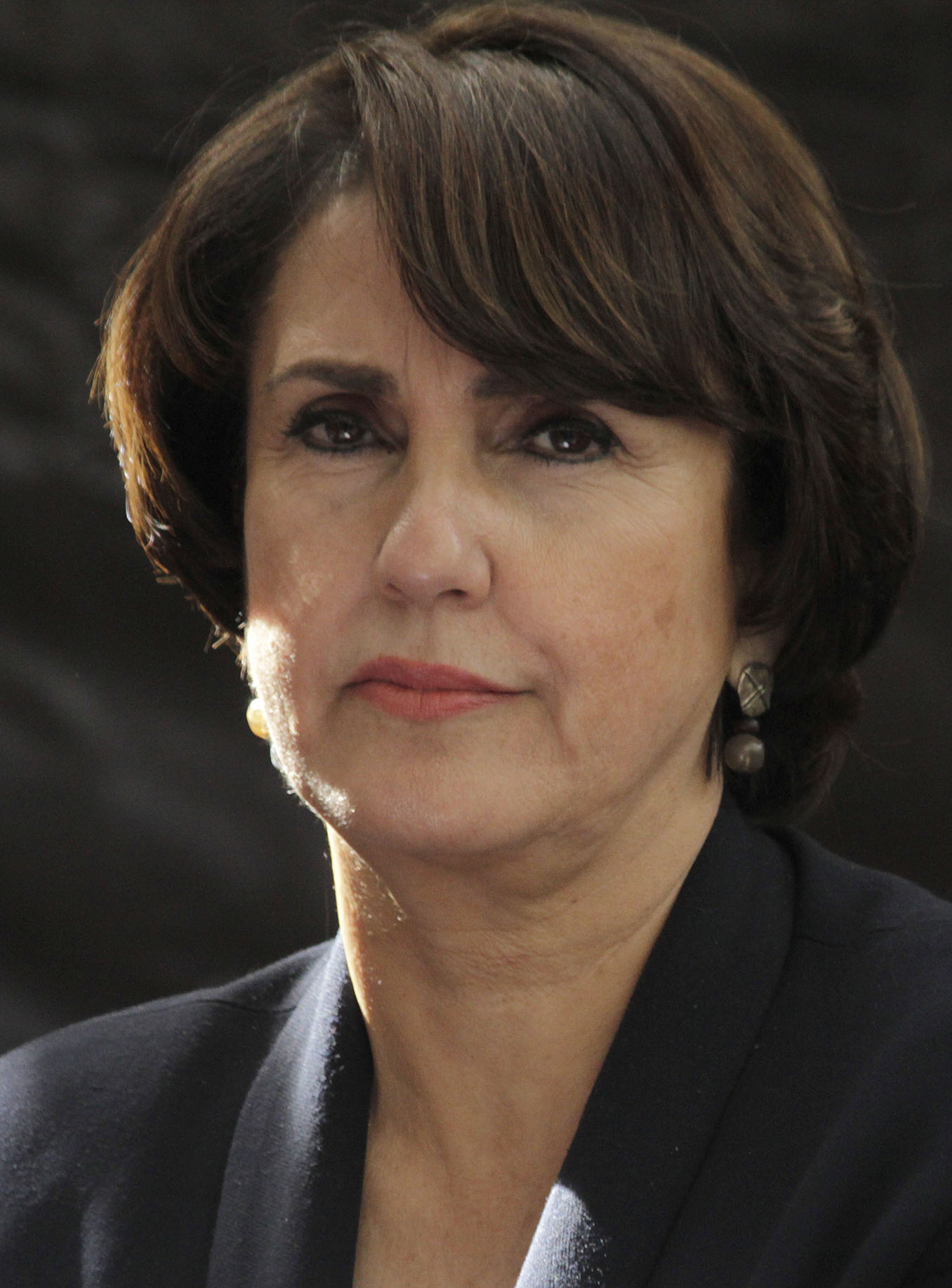
Patricia Mercado

Dora Patricia Mercado Castro (Ciudad Obregón, 1957) is een Mexicaans feministe en politica.
Mercado studeerde economie aan de Nationale Autonome Universiteit van Mexico (UNAM), en sloot zich aan bij de Revolutionaire Arbeiderspartij (PRT). Na de aardbeving van 1985 stichtte ze een van de vele niet-gouvernementele organisaties op om hulp te bieden aan de bevolking van Mexico-Stad aangezien de overheid tekortschoot. In 1991 was ze kandidaat voor een congreszetel maar wist deze niet te winnen.
In 1999 sloot ze zich aan bij Sociaaldemocratie (DS) en nadat deze partij een jaar later werd opgeheven richtte ze haar eigen partij op, Mexico Mogelijk (México Posible), een partij die zich inzette voor onder andere legalisering van abortus, homohuwelijk en softdrugs. Deze partij nam deel aan de congresverkiezingen van 2003, maar slaagde er niet in zetels te halen. Wel sleepte ze een aantal bisschoppen voor het gerecht die propaganda tegen haar verspreidden. In 2005 ging México Posible op in het Sociaaldemocratisch Alternatief (Alternativa), waar zij de eerste voorzitster van werd.
Patricia Mercado was presidentskandidate voor Alternativa bij de presidentsverkiezingen van 2006, waarin ze 2,70% van de stemmen haalde. Volgens kijkers was zij mede-winnaar van het eerste verkiezingsdebat. Na de verkiezingen kwam Mercado in conflict met Alberto Begné Guerra, die haar was opgevolgd als partijvoorzitter. Mercado beschuldigde hem van ondemocratische praktijken. In 2008 stapte Mercado uit de partij en richtte de nationale politieke groepering Movimiento Alternativa op, die mikt op verkiezingsdeelname bij de algemene verkiezingen van 2012. Bij de congresverkiezingen van 2009 sloot Mercado zich aan bij de campagne waarin werd opgeroepen ongeldig te stemmen.
In 2018 werd Mercado verkozen als senator voor de Partij van de Burgerbeweging.